# Maximilian Füger
Maximilian Aloys Füger von Rechtborn (11. října 1774 Štýrský Hradec – 14. února 1831 Lvov) byl profesorem práva a rektorem v Olomouci a ve Lvově.

## Život
Füger se stal v roce 1797 profesorem přirozeného práva, všeobecné státovědy, občanského práva a trestního práva na Právnické fakultě olomouckého lycea (olomoucká univerzita byla v letech 1782–1826 degradována na akademické lyceum). V letech 1800 a 1806 byl rektorem olomouckého lycea. V roce 1806 odešel na Lvovské lyceum.
Füger se stal rektorem Lvovského lycea v roce 1813 a pak opět v roce 1822, kdy mu již byl navrácen univerzitní status. Ve Lvově se také stal prodirektorem, děkanem právnické fakulty a odvolacím radou.

## Výběr díla
- Soll man den eines Kriminalverbrechens Beschuldigten in den österreichischen Erblanden eigene Verteidiger gewähren?, Vídeň 1797
- Rede über die Pflicht der Vaterlandsverteidigung: Vorgetragen im akademischen Hörsaale zu Olmütz, Olomouc 1800